# San Francisco Zapotitlán
San Francisco Zapotitlán är en kommunhuvudort i Guatemala.   Den ligger i departementet Departamento de Suchitepéquez, i den sydvästra delen av landet, 110 km väster om huvudstaden Guatemala City. San Francisco Zapotitlán ligger 607 meter över havet och antalet invånare är 13 855.
Terrängen runt San Francisco Zapotitlán är lite bergig, och sluttar söderut. Runt San Francisco Zapotitlán är det tätbefolkat, med 511 invånare per kvadratkilometer. Närmaste större samhälle är Mazatenango, 5,6 km söder om San Francisco Zapotitlán. I omgivningarna runt San Francisco Zapotitlán växer huvudsakligen savannskog.